# ADE-классификация

Однониточные диаграммы Дынкина классифицируют различные математические объекты.

{\displaystyle ADE}-классификация — полный список однониточных диаграмм Дынкина — диаграмм, в которых отсутствуют кратные рёбра, что соответствует простым корням в системе корней, образующим углы {\displaystyle \pi /2} (отсутствие ребра между вершинами) или {\displaystyle 2\pi /3} (одиночное ребро между вершинами). Список состоит из:
{\displaystyle A_{n},\,D_{n},\,E_{6},\,E_{7},\,E_{8}}.
Список содержит два из четырёх семейств диаграмм Дынкина (не входят {\displaystyle B_{n}} и {\displaystyle C_{n}}) и три из пяти исключительных диаграмм Дынкина (не входят {\displaystyle F_{4}} и {\displaystyle G_{2}}).
Список не является избыточным, если принять {\displaystyle n\geqslant 4} для {\displaystyle D_{n}}. Если расширить семейства, то получаются исключительные изоморфизмы
{\displaystyle D_{3}\cong A_{3},E_{4}\cong A_{4},E_{5}\cong D_{5},}
и соответствующие изоморфизмы классифицируемых объектов.
Вопрос о создании общего начала такой классификации (а не выявление параллелей опытным путём) был поставлен Арнольдом в докладе «Проблемы современной математики».
Классы {\displaystyle A}, {\displaystyle D}, {\displaystyle E} включают также однониточные конечные группы Коксетера с теми же диаграммами — в этом случае диаграммы Дынкина в точности совпадают с диаграммами Коксетера, поскольку нет кратных рёбер.

## Алгебры Ли
В терминах комплексных полупростых алгебр Ли:
- {\displaystyle A_{n}} соответствует {\displaystyle {\mathfrak {sl}}_{n+1}(\mathbf {C} ),} специальной линейной алгебре Ли[англ.] операторов с нулевым следом,
- {\displaystyle D_{n}} соответствует {\displaystyle {\mathfrak {so}}_{2n}(\mathbf {C} ),} чётной специальной ортогональной алгебре Ли кососимметрических операторов
- {\displaystyle E_{6},E_{7},E_{8}} являются тремя из пяти исключительных алгебр Ли.

В терминах компактных алгебр Ли и соответствующих однониточных групп Ли:
- {\displaystyle A_{n}} соответствует {\displaystyle {\mathfrak {su}}_{n+1},} алгебре специальной унитарной группы {\displaystyle SU(n+1)};
- {\displaystyle D_{n}} соответствует {\displaystyle {\mathfrak {so}}_{2n}(\mathbf {R} ),} алгебре чётной проективной ортогональной группы[англ.] {\displaystyle PSO(2n)},
- {\displaystyle E_{6},E_{7},E_{8}} являются тремя из пяти исключительных компактных алгебр Ли[англ.].

## Бинарные полиэдральные группы
Та же самая классификация подходит для дискретных подгрупп {\displaystyle SU(2)}, бинарной полиэдральной группы. По сути, бинарные полиэдральные группы соответствуют однониточным аффинным диаграммам Дынкина {\displaystyle {\tilde {A}}_{n},{\tilde {D}}_{n},{\tilde {E}}_{k}}, и задания этих групп можно понять в терминах этих диаграмм. Эта связь известна как соответствие Маккея (в честь Джона Маккея). Связь с правильными многогранниками описана в книге Диксона «Algebraic Theories» . Соответствие использует построение графов Маккея.
При этом {\displaystyle ADE}-соответствие не является соответствием правильных многогранников их группам отражений. Например, в {\displaystyle ADE}-соответствии тетраэдр, куб/октаэдр и додекаэдр/икосаэдр соответствуют {\displaystyle E_{6},E_{7},E_{8}}, в то время как группы отражений тетраэдра, куба и октаэдра, додекаэдра и икосаэдра являются заданиями групп Коксетера {\displaystyle A_{3},BC_{3}} и {\displaystyle H_{3}.}
Орбиобразие {\displaystyle \mathbf {C} ^{2}}, построенное с помощью всех дискретных подгрупп, приводит к сингулярности типа {\displaystyle ADE} в начале координат, которая называется дювалевской особенностью.
Соответствие Маккея можно распространить и на многониточные диаграммы Дынкина при использовании пары бинарных полиэдральных групп. Это соответствие известно как соответствие Слодови (по имени немецкого математика Петера Слодови).

## Помеченные графы
{\displaystyle ADE}-графы и расширенные (аффинные) {\displaystyle ADE}-графы можно описать в терминах маркировки некоторыми свойствами, которые можно сформулировать в терминах дискретных операторов Лапласа  или матриц Картана. Доказательства в терминах матриц Картана можно найти в книге Каца «Infinite dimensional Lie algebras» .
Аффинные {\displaystyle ADE}-графы — это графы, допускающие позитивную маркировку (когда вершины помечаются положительными вещественными числами) со следующими свойствами:
Любая метка является полусуммой смежных вершин.
То есть существуют принимающие лишь положительные значения функции с собственным значением 1 дискретного лапласиана (сумма смежных вершин минус значение в вершине) — положительное решение однородного уравнения:
{\displaystyle \Delta \phi =\phi }.
Эквивалентно, положительные функции в ядре {\displaystyle \Delta -I}. Результирующая нумерация является единственной с точностью до постоянного множителя, а с нормализацией, при которой минимальное число равно 1, состоит из малых целых чисел — от 1 до 6, которые зависят от графа.
Обычные {\displaystyle ADE}-графы — это только графы, допускающие положительную маркировку со следующими свойствами:
Любая метка равна полусумме смежных вершин плюс единица.
В терминах лапласианов это положительное решение однородного уравнения:
{\displaystyle \Delta \phi =\phi -2}.
Результирующая нумерация является единственной (с точностью до постоянного множителя, значение которого определяется числом «2») и состоит из целых чисел. Для {\displaystyle E_{8}} эти числа лежат в пределах от 58 до 270.

## Другие классификации
Элементарные катастрофы также классифицируются с помощью {\displaystyle ADE}-классификации.
Диаграммы {\displaystyle ADE} являются в точности колчанами конечного типа вследствие теоремы Габриэля.
Существует также связь с обобщёнными четырёхугольниками, так как три невырожденных обобщённых четырёхугольника с тремя точками на каждой прямой соответствуют исключительным корням систем {\displaystyle E_{6}}, {\displaystyle E_{7}} и {\displaystyle E_{8}}=.
Классы {\displaystyle A} и {\displaystyle D} соответствуют вырожденным случаям, где множество прямых пусто или все прямые проходят через одну точку, соответственно.
Существует глубокая связь между этими объектами, скрытыми за этой классификацией, и некоторые из этих связей можно понять через теорию струн и квантовую механику[уточнить].

## Троицы
Арнольд предложил много других связей под рубрикой «математические троицы», а Маккей расширил эти соответствия. Арнольд использовал термин «троицы» с намёком на религию и предположил, что (в настоящее время) эти параллели скорее ближе к вере, чем к строгим доказательствам, хотя некоторые параллели хорошо проработаны. Далее троицы были подхвачены и другими авторами. Троицы Арнольда начинаются с {\displaystyle \mathbb {R} ,\mathbb {C} ,\mathbb {H} } (вещественные числа, комплексные числа и кватернионы), которые, как он заметил, «все знают», и продолжены другими троицами, такими как «комплесизация» и «кватернизация» классических (вещественных) математических объектов по аналогии с поисками симплектических аналогий римановой геометрии, которые он предложил до этого в 1970-х годах. Кроме примеров из дифференциальной топологии (таких как характеристические классы), Арнольд рассматривает три симметрии правильных многогранников (тетраэдральная, октаэдральная, икосаэдральная) как соответствующие вещественным числам, комплексным числам и кватернионам, которые связаны с дальнейшими алгебраическими соответствиями Маккея.
Проще всего поддаются описанию соответствия Маккея. Во-первых, расширенные диаграммы Дынкина {\displaystyle {\tilde {E}}_{6},{\tilde {E}}_{7},{\tilde {E}}_{8}} (соответствующие тетраэдральной, октаэдральной и икосаэдральной симметрий) имеют группы симметрии {\displaystyle S_{3},S_{2},S_{1}}, соответственно, и ассоциированные свёртки — диаграммы {\displaystyle {\tilde {G}}_{2},{\tilde {F}}_{4},{\tilde {E}}_{8}} (при менее аккуратной записи признак расширения — тильда — часто опускается). Что более существенно, Маккей предположил соответствие между вершинами {\displaystyle {\tilde {E}}_{8}} диаграмм и некоторыми классами смежности монстра, что известно как замечание Маккея о {\displaystyle E_{8}}. Маккей далее соотносит вершины {\displaystyle {\tilde {E}}_{7}} с классами смежности в {\displaystyle 2.B} (расширение порядка 2 группы Бэби-Монстр), а вершины {\displaystyle {\tilde {E}}_{6}} с классами смежности в {\displaystyle 3.Fi_{24}'} (расширение порядка 3 группы Фишера). Это три самые большие спорадические группы, притом порядок расширения соответствует симметриям диаграммы.
Если перейти от больших простых групп к малым, группы, соответствующие правильным многогранникам, {\displaystyle A_{4},S_{4}} и {\displaystyle A_{5}} имеют связь с проективными специальными группами {\displaystyle PSL(2,5)}, {\displaystyle PSL(2,7)} и {\displaystyle PSL(2,11)} (порядка 60, 168 и 660). Эти группы являются единственными (простыми) группами со значением {\displaystyle p}, таким, что {\displaystyle PSL(2,p)} действует нетривиально на {\displaystyle p} точек, факт, который восходит к работам Эвариста Галуа 1830-х годов. Фактически, группы разлагаются на произведение множеств (но не произведение групп) следующим образом: {\displaystyle A_{4}\times Z_{5},} {\displaystyle S_{4}\times Z_{7}} и {\displaystyle A_{5}\times Z_{11}.} Эти группы связаны также с различными геометриями (начиная с работ Феликса Клейна 1870-х годов). Ассоциированные геометрии (мозаики на римановых поверхностях), в которых можно видеть действие на {\displaystyle p} точек, следующие: {\displaystyle PSL(2,5)} является группой симметрий икосаэдра (род 0) на соединении пяти тетраэдров как 5-элементном множестве, {\displaystyle PSL(2,7)} является группой симметрий квартики Клейна (род 3) на вложенной плоскости Фано как 7-элементном множестве (двойная плоскость порядка 2) и {\displaystyle PSL(2,11)} является группой симметрий поверхности бакминстерфуллерена (род 70) на вложенной двойной плоскости Палея как 11-элементном множестве (двойная плоскость порядка 3). Из перечисленных икосаэдры известны ещё с древности, квартики Клейна были введены Клейном в 1870-х годах, а бакибо́л-поверхности введены Пабло Мартином и Сигерманом в 2008 году.
Маккей связывает также {\displaystyle E_{6}}, {\displaystyle E_{7}} и {\displaystyle E_{8}} соответственно с 27 прямыми на кубической поверхности, 28 двойными касательными квартики и 120 трижды касательными плоскостями канонической кривой шестого порядка с родом 4.

## Примечание
1. ↑  Arnold, 1976.
2. ↑  Dickson, 1959.
3. ↑  Stekolshchik, 2008.
4. ↑  Proctor, 1993, с. 937–941.
5. ↑  Proctor, 1993, с. 940.
6. ↑  Kac, 1990, с. 47–54.
7. ↑  Бурбаки, 1972.
8. ↑  Cameron, Goethals, Seidel, Shult, 1976, с. 305—327.
9. ↑  Chris, Royle, 2001.
10. ↑  Владимир Арнольд, 1997, Лекции в Тороното, Lecture 2: Symplectization, Complexification and Mathematical Trinities Архивная копия от 9 декабря 2015 на Wayback Machine, June 1997 (last updated August, 1998). TeX Архивная копия от 24 сентября 2015 на Wayback Machine, PostScript Архивная копия от 3 марта 2016 на Wayback Machine, PDF Архивная копия от 4 марта 2016 на Wayback Machine
11. ↑  Polymathematics: is mathematics a single science or a set of arts? Архивная копия от 9 декабря 2015 на Wayback Machine На сервере с 10/03/99, Abstract Архивная копия от 4 марта 2016 на Wayback Machine, TeX Архивная копия от 3 марта 2016 на Wayback Machine, PostScript Архивная копия от 24 сентября 2015 на Wayback Machine, PDF Архивная копия от 3 марта 2016 на Wayback Machine; см. таблицу на стр. 8
12. ↑  Les trinités remarquables Архивная копия от 23 апреля 2015 на Wayback Machine, Frédéric Chapoton Архивная копия от 10 марта 2015 на Wayback Machine  (фр.)
13. 1 2  le Bruyn, 2008.
14. ↑  le Bruyn, 2008—2.
15. ↑  Duncan, 2009.
16. 1 2  le Bruyn, 2009.
17. ↑  Kostant, 1995, с. 959–968.
18. ↑  Kostant, 1995.
19. ↑  Martin, Singerman, 17/04/2008.
20. ↑  Arnold 1997, стр. 13
21. ↑  McKay, Sebbar, 2007, с. 373–386.